# Сирець (зупинний пункт)
Сире́ць — пасажирський зупинний пункт Київського залізничного вузла Південно-Західної залізниці. Розташований на Північному напівкільці — обхідній залізничній лінії, що сполучає станції Святошин та Дарниця через станцію Почайна. Розміщується між зупинними пунктами Берестейська та Пріорка, біля перетину вулиць Стеценка, Щусєва та Тираспольської.
З 4 жовтня 2011 року — одна із зупинок міської електрички.

## Історія
Виник під час будівництва Північної обхідної лінії, біля струмка Рогостинка. Вперше позначений на карті Києва 1918 року як роз'їзд Сирець, відмічений на картах Південно-Західної залізниці 1931, 1932 років (за іншими даними — з'явилася 1932 року). Назва походить від місцевості. Електрифікований разом із лінією 1968 року. Близько 2004 року нову платформу збудовано поблизу щойно відкритої станції метро «Сирець», в 2006—2007 роках реконструйовано залізничний шляхопровід, що проходить над вулицями Стеценка та Щусєва.

## Зображення

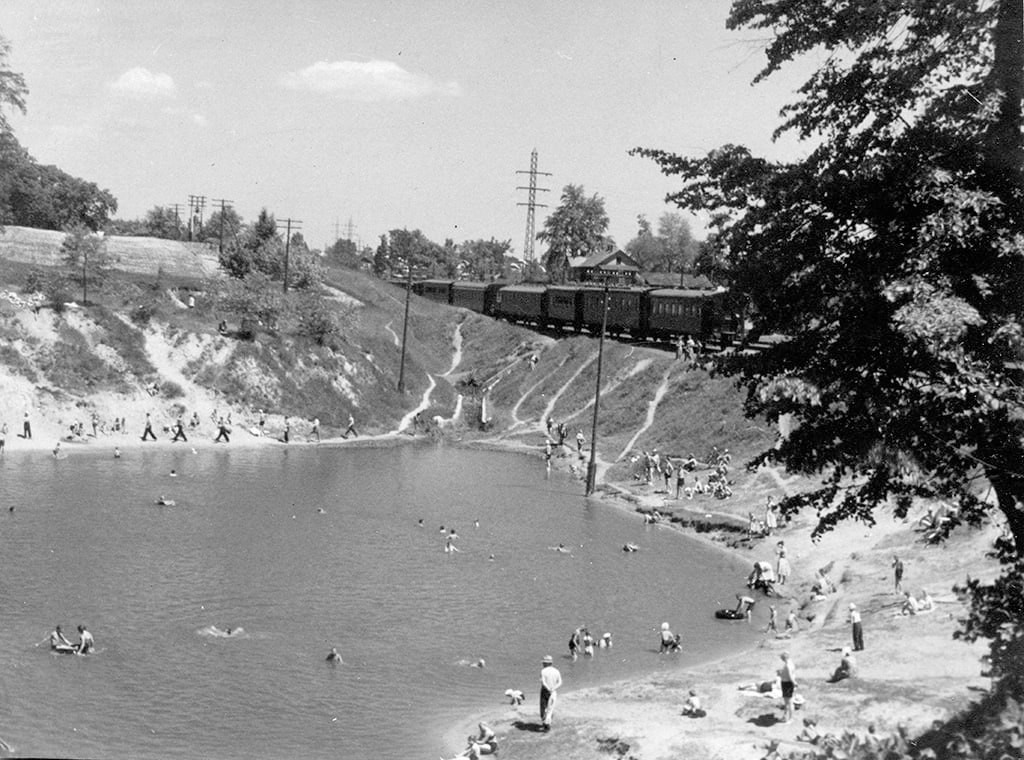
Озеро Корчі, струмок Рогостинка, роз'їзд Сирець, 1960-ті роки
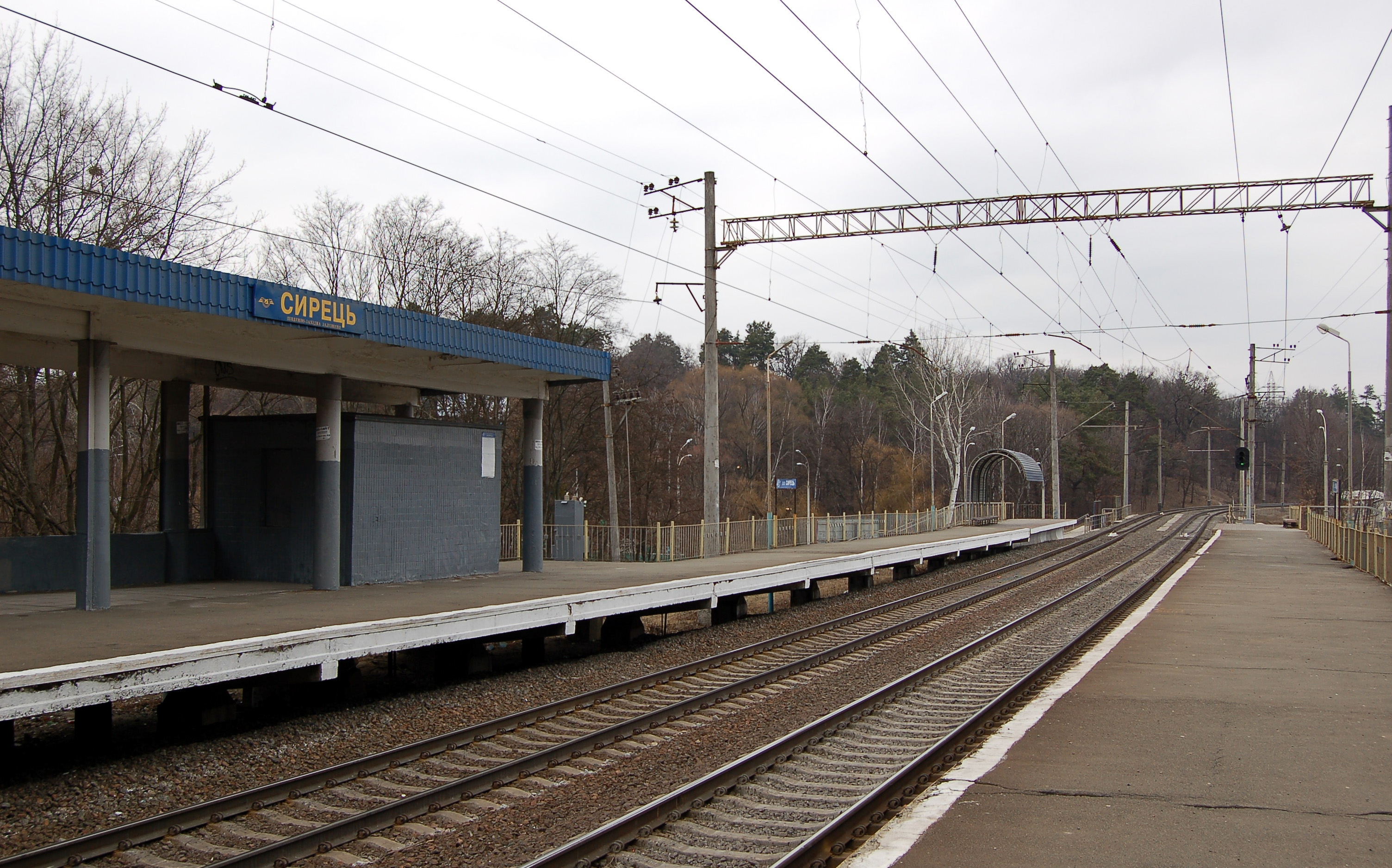
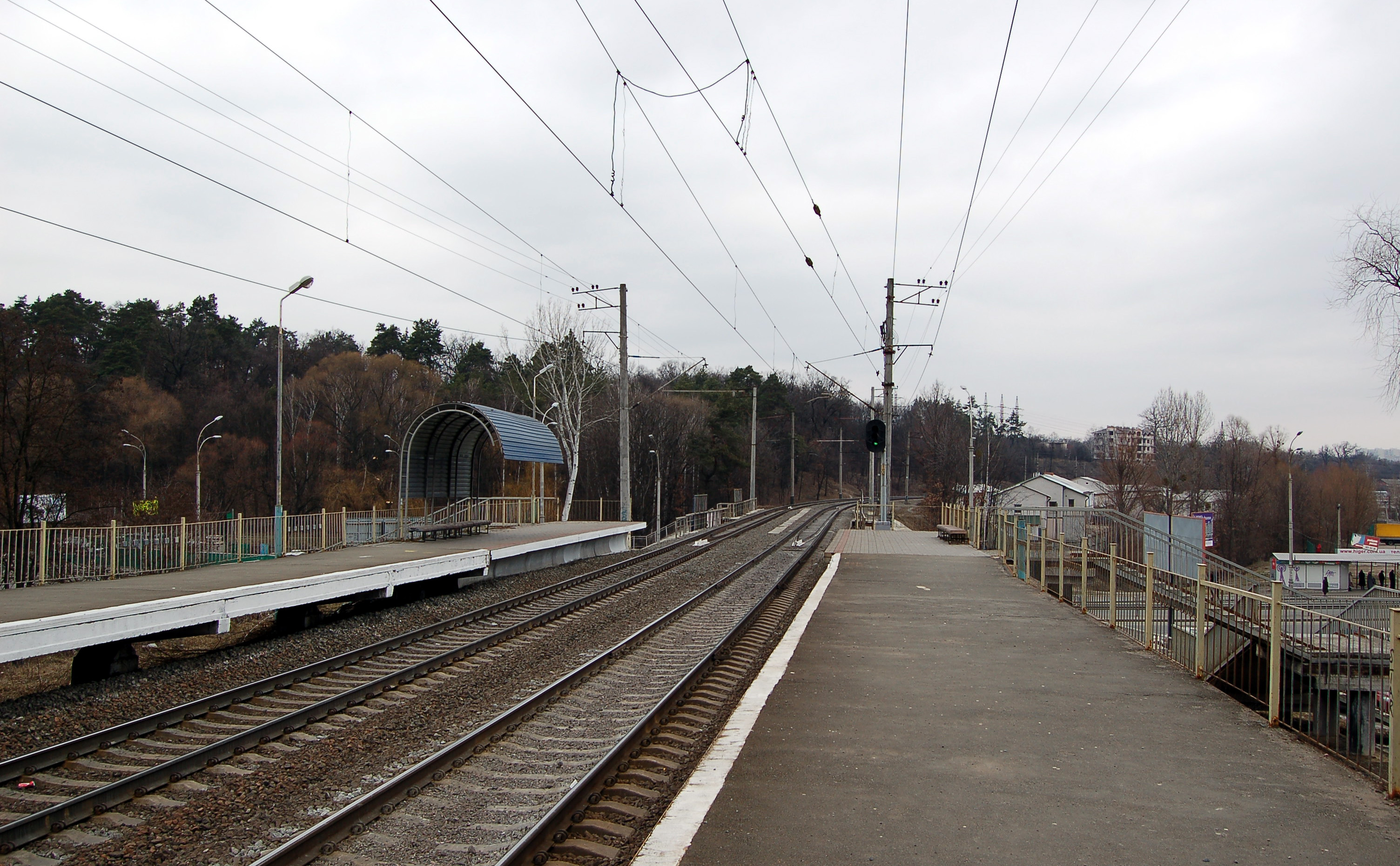